# The Dark Saga
The Dark Saga es el cuarto álbum de estudio del grupo estadounidense de thrash metal Iced Earth. El concepto del álbum está basado en el personaje de historieta llamado Spawn, que fue creado por Todd McFarlane.

## Concepto
The Dark Saga habla sobre la historia de un hombre que vende su alma al diablo para volver con su amada que se encuentra en la Tierra pero rápidamente descubre que ella se casó con su mejor amigo. Él se encuentra completamente solo en el mundo y, aunque tenga bondad dentro de sí, es influenciado por las fuerzas del mal. Todo lo que desea le es negado, incluso su propia muerte. En términos generales, la historia de The Dark Saga está basada en el personaje de Historietas Spawn el cual aparece en la portada del álbum.

## Listado de canciones
| N.º | Título                 | Letras       | Música                    | Duración |  |
| 1.  | «Dark Saga»            | Jon Schaffer | Schaffer                  | 3:43     |  |
| 2.  | «I Died for You»       | Schaffer     | Schaffer                  | 3:47     |  |
| 3.  | «Violate»              | Schaffer     | Schaffer                  | 3:38     |  |
| 4.  | «The Hunter»           | Schaffer     | Schaffer                  | 3:55     |  |
| 5.  | «The Last Laugh»       | Matt Barlow  | Randall Shawver, Schaffer | 3:47     |  |
| 6.  | «Depths of Hell»       | Al Simmons   | Shawver, Schaffer         | 3:02     |  |
| 7.  | «Vengeance Is Mine»    | Barlow       | Shawver, Schaffer         | 4:22     |  |
| 8.  | «Scarred»              | Schaffer     | Shawver, Schaffer         | 5:54     |  |
| 9.  | «Slave to the Dark»    | Schaffer     | Schaffer                  | 4:03     |  |
| 10. | «A Question of Heaven» | Schaffer     | Schaffer                  | 7:44     |  |

### European Limited Digipak bonus track
| N.º | Título       | Letras       | Música | Duración |  |
| 11. | «The Ripper» | Glenn Tipton | Tipton | 2:41     |  |

### Slave to the Darkbonus track
| N.º | Título              | Letras   | Música   | Duración |  |
| 11. | «Hellspawn (Mix 1)» | Schaffer | Schaffer | 3:42     |  |
| 12. | «Hellspawn (Mix 2)» | Schaffer | Schaffer | 3:43     |  |

- Datos: Q1754409